# Parafia Niepokalanego Poczęcia Najświętszej Maryi Panny w Indian Orchard
Parafia Niepokalanego Poczęcia Najświętszej Maryi Panny w Indian Orchard (ang. Immaculate Conception Parish) – parafia rzymskokatolicka  położona w Indian Orchard, Massachusetts, Stany Zjednoczone.
Jest ona jedną z wielu etnicznych, polonijnych parafii rzymskokatolickich w Nowej Anglii z mszą św. w j. polskim dla polskich imigrantów.
Parafia została dedykowana Niepokalanemu Poczęciu Najświętszej Maryi Panny
Ustanowiona w 1904 roku.
Parafia stara się o status historycznego obiektu i wpisania jej do National Register of Historic Places w celu ochrony zabytkowych obiektów parafialnych.